# Star Trek: Primul contact
Star Trek: Primul contact (Star Trek: First Contact) este un film științifico-fantastic din 1996 realizat de Paramount Pictures și regizat de Jonathan Frakes (debut regizoral). Este bazat pe serialul original creat de Gene Roddenberry și este al optulea film din seria de filme artistice Star Trek, precum și al doilea film în care apare distribuția serialului Star Trek: Generația următoare. În film, echipajul USS Enterprise-E călătorește înapoi în timp, din secolul al XXIV-lea până la mijlocul secolului al XXI-lea, pentru a opri rasa Borg să cucerească Pământul prin schimbarea trecutului.

## Rezumat
Este secolul al XXIV-lea. Căpitanul Jean Luc Picard se trezește dintr-un coșmar în care era asimilat de către Borgul cibernetic, cu șase ani mai devreme. Este contactat de amiralul Hayes, care îl informează despre o nouă amenințare a colectivului Borg împotriva Pământului. Ordinul lui Picard pentru nava sa, USS Enterprise, este de a patrula Zona Neutră în caz de agresiune romulană; Flota a fost îngrijorată de faptul că Picard este prea mult implicat emoțional față de Borg pentru a se alătura luptei. După ce a aflat că flota pierde bătălia, echipajul Enterprise nu respectă ordinele și se îndreaptă spre Pământ, unde o singură navă, un Cub Borg se opune unui întreg grup de nave ale Flotei. Enterprise sosește la timp pentru a asista echipajul USS Defiant și pe căpitanul acesteia, klingonianul Worf. Picard preia controlul asupra flotei și comandă navele supraviețuitoare să-și concentreze puterea de foc pe un punct aparent neimportant al navei Borg. Cubul este distrus, dar a lansat anterior o mică navă în formă de sferă spre planeta Pământ. Enterprise urmărește sfera printr-un vortex temporal. Pe măsură ce sfera dispare, Enterprise descoperă că Pământul a fost modificat: acum este populat în întregime de miliarde de Borg. Realizând că Borg a folosit călătoria în timp pentru a schimba trecutul, Enterprise urmărește sfera prin vortex.
Enterprise sosește cu sute de ani în trecutul său pe 4 aprilie 2063, cu o zi înainte de primul contact al omenirii cu viața extraterestră după zborul istoric al lui Zefram Cochrane cu motorul warp; echipajul Enterprise își dă seama că Borg încearcă să împiedice primul contact. După ce a distrus sfera Borg, o echipă se duce la nava lui Cochrane, Phoenix, aflată în Montana. Picard o trimite pe asistenta lui Cochrane, Lily Sloane, înapoi pe Enterprise pentru îngrijiri medicale. Căpitanul revine pe navă și comandantul William T. Riker se duce pe Pământ pentru a fii sigur că zborul lui Phoenix va decurge așa cum a fost planificat. În timp ce în viitor Cochrane este privit ca un erou, omul real este reticent în a-și asuma rolul pe care echipajul Enterprise îl descrie.
Un grup Borg invadează punțile inferioare ale Enterprise și începe să asimileze echipajului și să modifice nava. Picard și o echipă încearcă să ajungă în sala de inginerie pentru a dezactiva Borgul cu un gaz coroziv, dar sunt respinși înapoi; androidul Datele este capturat în lupta corp la corp. Sloane se sperie și îl amenință pe Picard cu o armă, dar acesta îi câștigă încrederea. Cei doi scapă din zona infestată de Borg a navei, cu ajutorul unei diversiuni pe holopunte. Picard, Worf și navigatorul navei, locotenentul Hawk, merg în afara navei în costume spațiale pentru a opri Borg să cheme întăriri folosind antena deflectoare a navei. În timp ce Borg continuă să asimileze mai multe punți, Worf sugerează distrugerea navei, dar Picard îi spune furios că este un laș. Sloane se confruntă cu căpitanul și îl face să-și dea seama că acționează irațional. Picard activează auto-distrugerea navei, apoi ordonă echipajului să se îndrepte spre capsulele de evacuare în timp ce el rămâne în urmă pentru a-l salva pe Data.
În timp ce Cochrane, Riker și inginerul Geordi La Forge se pregătesc să activeze motorul warp de pe Phoenix, Picard descoperă că regina Borg a grefat piele umană pe Data, oferindu-i senzația de atingere pe care și-a dorit-o mult timp, totul pentru ca Borg să obțină codurile de criptare ale calculatorului lui Enterprise. Deși Picard se oferă reginei Borg în schimbul libertății lui Data, Data refuză să plece. El dezactivează secvența de auto-distrugere și trage cu torpilele în Phoenix. În ultimul moment, torpilele ratează și regina își dă seama că Data a trădat-o. Androidul rupe un rezervor cu lichid de răcire, iar vaporii corozivi distrug componentele biologice ale Borg. Cu amenințarea Borg neutralizată, Cochrane își termină zborul warp. A doua zi, echipajul urmărește de la distanță o navă vulcanică extraterestră, atrasă de testul warp al lui Phoenix, care aterizează pe Pământ. Cochrane și Sloane salută străinii. După ce s-a asigurat de corectarea liniei cronologice, echipajul de pe Enterprise se retrage și se întoarce în secolul al XXIV-lea.

## Distribuție
- Patrick Stewart - căpitanul Jean-Luc Picard
- Jonathan Frakes - comandorul William Riker
- Brent Spiner - Data
- LeVar Burton - Geordi LaForge
- Michael Dorn - Worf
- Gates McFadden - medicul Beverly Crusher
- Marina Sirtis - consilier Deanna Troi
- Alfre Woodard - Lily Sloane
- James Cromwell - medicul Zefram Cochrane
- Alice Krige - regina Borg
- Neal McDonough - Lt. Hawk
- Robert Picardo - Holograma medicală de urgențe
- Dwight Schultz - Lt. Reginald Barclay